# 池上英樹
池上 英樹（いけがみ ひでき）は、日本の打楽器奏者。

## 経歴
8歳からジャズドラム、ロックドラムを始め、様々なジャンルのバンドで演奏していたが、高校時代にクラシック音楽のCDを聴き衝撃を受ける。卒業後はパーカッションとマリンバを始め、クラシック音楽を学ぶために大阪教育大学教養学部音楽科へ進学。在学中にパリ国立高等音楽院へ留学し、第46回ミュンヘン国際音楽コンクールで最高位を受賞。その後さらにドイツ・カールスルーエ音楽大学へ留学し、最優秀で修了する。パリ日本年記念公演、ベルリン室内楽フェスティバルなど世界各地の音楽祭に出演し、ヨーロッパを拠点に活動していたが、2004年に拠点を日本に変更。居住地の富士河口湖町で開催される富士山河口湖音楽祭をはじめ、日本全国の音楽祭に出演している。
2004年に青山音楽賞、2005年に文化庁芸術祭音楽部門新人賞をそれぞれ受賞。

## 出演
- 「題名のない音楽会」テレビ朝日